# Listă de dramaturgi croați
Aceasta este o listă de dramaturgi croați în ordine alfabetică:

## B
- Milan Begović
- Ivo Brešan
- Tituš Brezovački

## C
- Viktor Car Emin
- Zvane Črnja

## D
- Dimitrija Demeter
- Jadranka Đokić
- Džore Držić
- Marin Držić

## G
- Miro Gavran

## H
- Fadil Hadžić
- Monika Herceg
- Hrvoje Hitrec

## I
- Radovan Ivšić

## K
- Janko Polić Kamov
- Lada Kaštelan
- Ljubomir Kerekeš
- Nikola Kokotović
- Sida Košutić
- Miroslav Krleža
- Eugen Kumičić

## L
- Hanibal Lucić

## M
- Ranko Marinković
- Ivor Martinić
- Mate Matišić
- Vili Matula
- Milan Mirić

## N
- Goran Navojec
- Vjenceslav Novak

## P
- Junije Palmotić
- Jurica Pavičić

## S
- Slobodan Šnajder
- Antun Šoljan
- Fabijan Šovagović
- Filip Šovagović
- Tena Štivičić
- Ivan Supek

## T
- Goran Tribuson

## V
- Mavro Vetranović

## Z
- Vjeran Zuppa

## Vezi și
- Listă de piese de teatru croate
- Listă de scriitori croați
- Listă de dramaturgi